# Immingham
Immingham är en stad och civil parish i grevskapet Lincolnshire i England. Staden ligger i kommunen North East Lincolnshire, söder om mynningsviken Humber, cirka 11 kilometer nordväst om Grimsby. Imminghams hamn, en av Storbritanniens största lasthamnar, ligger strax nordost om staden. Tätortsdelen (built-up area sub division) Immingham hade 10 750 invånare vid folkräkningen år 2011.